# Tankcsapda
I Tankcsapda sono un gruppo rock ungherese originario di Debrecen, fondato nel febbraio 1989 dal cantante e chitarrista László Lukács, dal batterista György Buzsik e dal cantante e bassista Attila "Labi" Tóth Laboncz.
Al primordiale stile punk rock del gruppo si è via via mescolata una sonorità hard rock / heavy metal con cui sono riusciti ad attirare un pubblico sempre più vasto. Il più importante marchio di fabbrica dei Tankcsapda (e la chiave della loro popolarità in Ungheria) sono gli originali testi scritti da Lukács, l'ultimo rimasto fra i membri fondatori del complesso.
Il gruppo è uno dei gruppi rock più popolari e di maggior successo in Ungheria.
Mindenki vár valamit, uscito nel 2006, ha ottenuto lo status di disco di platino, ma dal 2001 ciascun loro album è diventato almeno disco d'oro. Il loro più recente album di inediti è Rockmafia Debrecen, uscito nel 2012.

## Storia

### Gli inizi (1989-1993)
Dopo un primo assestamento, il gruppo si costituì ufficialmente il 14 ottobre 1989. Quel giorno si esibirono per la prima volta con quel nome a Debrecen come gruppo spalla degli Aurora. Già a dicembre 1989 pubblicarono il loro primo demo, dal titolo Baj van!! (C'è un problema!!)
Nei primi due album, la maggior parte dei pezzi è ancora in stile punk, ma col passar del tempo i Tankcsapda si trasformarono sempre più in un vero e proprio gruppo rock, e le loro canzoni presero uno stile sempre meno punk.
Il 1990 passò fra continue tournée, si esibirono in parecchie località, sia in Ungheria che all'estero. Malgrado i continui viaggi, nel dicembre 1990 pubblicarono il loro primo album in studio, dal titolo Punk & Roll, poi nel 1992 pubblicarono un'altra cassetta intitolata A legjobb méreg (Il miglior veleno). Nel 1994 uscì su CD e su cassetta una riedizione con i due album insieme. Nella versione su CD le canzoni intitolate U.S. e la versione acustica di Félre a tréfát (Scherzi a parte) non trovarono posto, e sono attualmente reperibili solo su cassetta.
Nel gennaio 1993 il bassista Attila Tóth Laboncz lasciò il gruppo. Al suo posto arrivò il chitarrista Levente Molnár, detto "Cseresznye" (Ciliegia), che in precedenza aveva lavorato come tecnico, mentre Lukács passò al basso. Il gruppo continuò ininterrottamente a far concerti, e divise il palco con alcuni dei gruppi più noti della scena ungherese.

### Verso la notorietà (1994-1999)
Nel marzo 1994 vide la luce Jönnek a férgek! (Arrivano i vermi!), il primo album del gruppo ad uscire anche su CD. Il gruppo ricevette tali consensi, che il 7 luglio aprirono un concerto dei Motörhead. Un avvenimento altrettanto importante nella vita della band fu il loro primo vero grande concerto, che tennero ad agosto al Sziget Festival.
Nel 1995, dopo una piccola tournée in Germania, parteciparono ad una serie di concerti in compagnia di Kispál és a Borz e dei Pál Utcai Fiúk (I Ragazzi della Via Pál). Dopo i concerti, a settembre vide la luce il loro secondo album dal titolo Az ember tervez (L'uomo progetta). La tournée collegata al disco si chiuse con un concerto natalizio al Petőfi Csarnok di Budapest, che per il gruppo diventò una tradizione, come anche i grandi concerti a Debrecen.
Nel maggio 1996 uscì il primo disco dal vivo del gruppo, intitolato Eleven (Vivace), e ricevettero il primo disco d'oro della loro storia con il loro secondo album (Az ember tervez). A novembre Lukács ebbe un infortunio con il paracadute e si ricoverò per breve tempo in ospedale. A novembre uscì Tankcsapda '89-'96, un documentario che trattava della storia dei Tankcsapda fino ad allora, e l'EP intitolato ...'Cause for sale, con sei vecchie canzoni dei Tankcsapda cantate in inglese e in spagnolo.
L'anno 1997 iniziò con una breve tournée nei club slovacchi e tedeschi, poi intrapresero una tournée ungherese, ma dovettero cancellare tutti i loro concerti primaverili, poiché, prima di un concerto di aprile a Kecskemét, György Buzsik rovinò giù dal palco. Per forza di cose, Lukács e Cseresznye scrissero nuove canzoni con l'aiuto di una batteria elettronica. Al Sziget Festival uscì il primo libro a nome dei Tankcsapda. Durante il Sziget Festival furono intervistati dai canali musicali MCM (Francia) ed MTV Europe. A settembre, dopo l'uscita dell'album Connektor :567: il gruppo annunciò l'uscita dal gruppo di György Buzsik, il cui posto fu preso da Ottó Elek, che aveva già suonato la batteria con i Tankcsapda in numerose tournée.
Nel 1999 il gruppo siglò un contratto con l'etichetta Sony Music, che subito fece uscire l'album Ha zajt akartok! (Se volete rumore!). A settembre Lukács, con una vecchia conoscenza del complesso, Tamás Fejes, registrò un demo, da cui in seguito nacque il pezzo intitolato Menyország Tourist (Paradiso Viaggi). Il gruppo celebrò il suo decimo compleanno con un concerto a Hajdúszoboszló, dove salirono di nuovo sul palco nella formazione originale. A novembre, in esclusiva per i fan, uscì l'album Tankológia, contenente registrazioni inedite. Alla fine dell'anno si congedarono dal loro manager, Péter Kémeri, e poco dopo anche dal loro batterista, Ottó Elek.

### Il successo (2000-2011)
I Tankcsapda iniziarono il nuovo anno e il nuovo millennio con un nuovo batterista, il già citato Tamás Fejes, ma temporaneamente senza Cseresznye, impegnato in un lungo viaggio negli Stati Uniti. Il successivo album, Agyarország, uscì nei negozi dopo una prolungata post-produzione a gennaio 2001, e in appena sei mesi diventò disco d'oro.
All'inizio del 2002 ripubblicarono in versione CD, e con l'aggiunta di quattro canzoni ancora inedite, il demo-tape dal titolo Baj van!!, uguale alla versione originale sia nella sonorità, sia nell'aspetto. In quell'anno arrivò il primo importante premio: con Agyarország vinsero l'Arany Zsiráf nella categoria Rock Moderno.
I lavori per il nuovo album cominciarono all'inizio del 2003, e già a marzo uscì il primo maxi, dal titolo Szextárgy. Nonostante il continuo lavoro in studio, non tralasciarono l'attività dal vivo, e a luglio pubblicarono anche il film della tournée, intitolato Itt vannak a tankok! (Ecco i carri armati!)
L'album Élni vagy Égni (Vivere o bruciare) uscì alla fine di settembre 2003, e si rivelò l'impresa più riuscita del gruppo fino ad allora, diventando disco d'oro in appena due mesi. Perciò non sorprende che nel 2004 i Tankcsapda abbiano mietuto premi uno dopo l'altro. I videoclip tratti dal disco affollarono i canali televisivi musicali ungheresi, anzi, il singolo Örökké Tart balzò in testa alla lista delle canzoni più suonate per radio.
Nel 2004, un paio di giorni prima del Sziget Festival, Lukács ebbe un altro infortunio con il paracadute, e il gruppo fu costretto ad annullare numerose date estive (fra cui naturalmente anche quella al Sziget). In quest'anno sorpresero i loro fan con l'uscita del doppio disco antologico dal titolo A legjobb mérgek (I migliori veleni).
Dopo due anni di lavoro creativo, ad aprile 2006 uscì il nuovo album dei Tankcsapda, dal titolo Mindenki vár valamit (Tutti aspettano qualcosa), che fu lanciato con una grandiosa tournée ungherese.
Dopo la chiusura del tour, durato quasi due anni, l'8 novembre 2007 pubblicarono il live Elektromágnes (Solenoide) con il materiale registrato al Mindenki Vár Valami Tour. L'album prende il nome da un film incluso nel CD. In quell'anno nell'ambito della piattaforma SoproniRocks il complesso girò il video California Über Alles, visibile solo online, e con un sorteggio tra i fan i Tankcsapda regalarono due delle loro chitarre.
Nel 2009 Pubblicarono come supplemento alla rivista Pesti Est il singolo Köszönet, doktor (Grazie, dottore). Il 14 ottobre, ventesimo compleanno del gruppo, uscì l'undicesimo album dei Tankcsapda, dal titolo Minden jót (Tanti auguri), a cura della Alexandra Records.
Nel 2010 realizzarono il video per Mindentől távol (Lontano da tutto) e nel 2011 anche quello per Új nap vár (Un nuovo giorno mi aspetta).

### Rockmafia Debrecen (ai giorni nostri)
Il 16 gennaio 2012 arrivò un annuncio inatteso: dopo la fortunata tournée Új nap vár del 2011 se ne andò il chitarrista Levente Molnár "Cseresznye". La motivazione ufficiale del suo addio fu un deterioramento dei rapporti personali. Il 20 febbraio il gruppo annunciò che il nuovo chitarrista, successore di Cseresznye, sarebbe stato Gábor Sidlovics, già membro degli Zanzibar e dei Mafia. Con l'aggiunta del nuovo elemento, i Tankcsapda iniziarono subito i lavori per il nuovo album in studio. Il 26 marzo presentarono la prima delle loro nuove canzoni, dal titolo Mi a fasz van?, e il suo video. Alla fine di giugno fu la volta di una nuova canzone, Hatalom nélküli rend. I due pezzi furono poi pubblicati anche su singolo. Il nuovo album del trio uscì l'8 novembre 2012, con il titolo Rockmafia Debrecen. Già all'indomani dell'uscita l'album diventò disco d'oro, con 5000 copie vendute.

## Formazione

### Formazione attuale
- László Lukács - voce, basso (1993-presente); voce, chitarra (1989-1992)
- Tamás Fejes - batteria (2000-presente)
- Gábor Sidlovics – chitarra (2012-presente)

### Ex componenti
- György Buzsik – batteria (1989-1997)
- Ottó Elek – batteria (1997-2000)
- Attila Tóth Laboncz "Labi" – basso, voce (1989-1992)
- Levente Molnár "Cseresznye" - chitarra, voce (1993-2011)

## Discografia
Album in studio
- Punk & Roll (1990)
- A legjobb méreg (1992)
- Jönnek a férgek (1994)
- Az ember tervez (1995)
- Connektor :567: (1997)
- Ha zajt akartok! (1999)
- Agyarország (2001)
- Baj van!! (2002, 1989)
- Élni vagy égni (2003)
- Mindenki vár valamit (2006)
- Minden jót (2009)
- Rockmafia Debrecen (2012)